# Манжосов ручей
Манжосов ручей (Манжосовка, ручей Родники; укр. Манжосів) — один из левых притоков реки Харьков, впадающий в него у северных окраин Большой Даниловки.

## География
Ручей берёт начало в километре на юго-запад от харьковской окружной дороги, в районе города Северная Салтовка.
Русло его проходит по Манжосову яру, который расположен параллельно между Ольховецким и Китлярчиным ярами и находится между улицами Метростроителей и Наталии Ужвий. Ручей проходит под автомобильным мостом (улица Гвардейцев Широнинцев), который соединяет микрорайоны Северная Салтовка-3 и Северная Салтовка-4 с другими микрорайонами города.
Здесь находится питьевой источник «Манжосов Яр» (см. Источники Харькова).
Двигаясь около километра на запад, ручей пересекает улицу Леся Сердюка, после чего поворачивает на северо-запад и движется по территории частного сектора Большой Даниловки. Ручей доходит до улицы Парижской Коммуны, а потом и до улицы Бассейной, которую он также пересекает, продолжая двигаться в северо-западном направлении, где, пройдя ещё около девятисот метров, впадает в реку Харьков (левый приток). Таким образом, общая протяжённость русла Манжосовки составляет не менее 3,5-4 км.